# Северно-русский рабочий союз

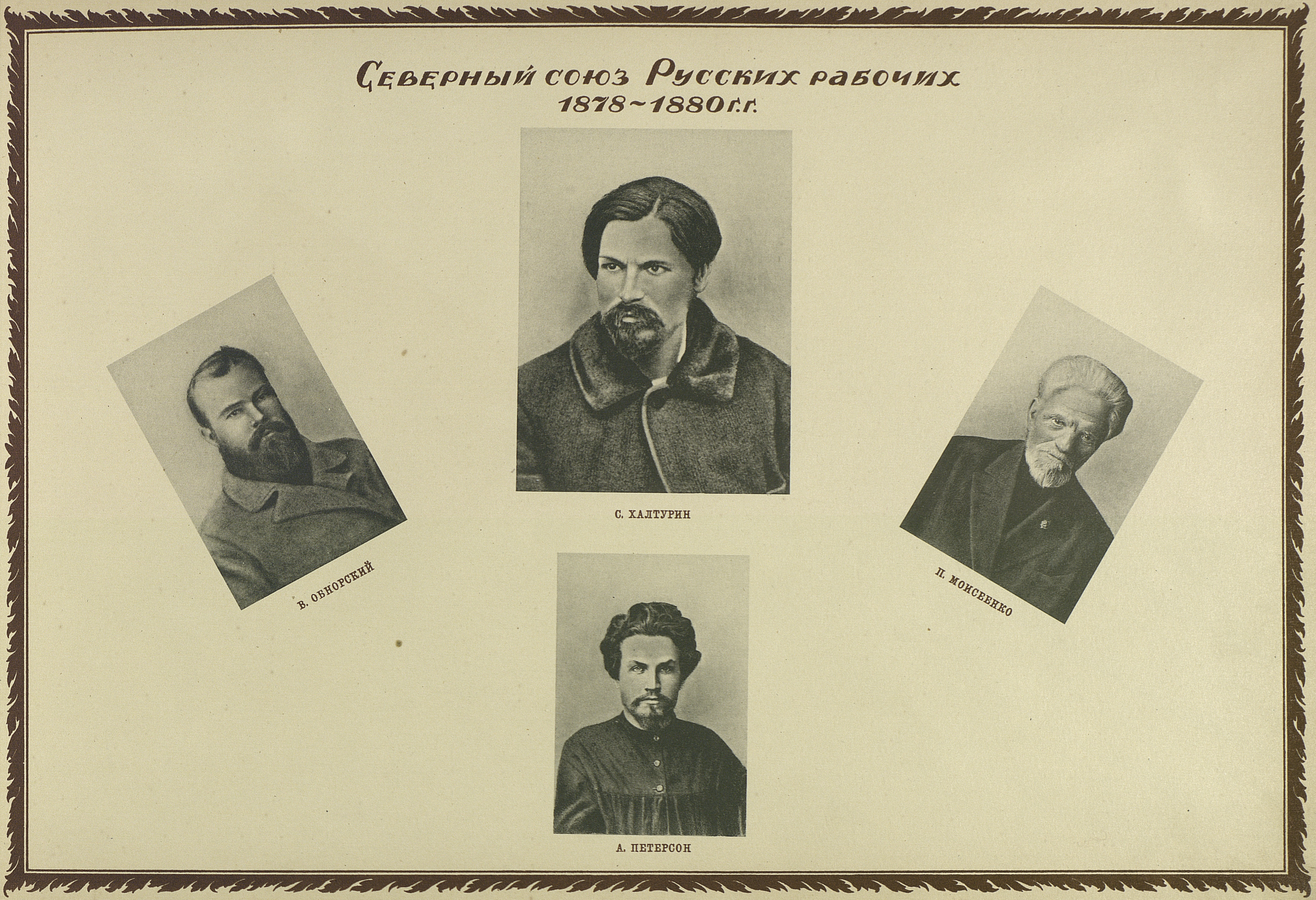
Лидеры Северно-русского рабочего союза

«Се́верно-ру́сский рабо́чий сою́з» — одна из первых рабочих политических организаций в Российской империи и первая организация подобного рода в Санкт-Петербурге. Был образован в 1878 году. Был ликвидирован властями в 1880 году.

## Обзор общего состояния революционного движения в России в 70-х годах XIX века
После отмены крепостного права в России возникла ситуация, когда одновременно с развивающимся капиталистическим хозяйством в стране сохранялись феодально-общинные отношения в деревне. На переднем крае революционной борьбы находились народники, которые стоя на позициях утопического социализма и будучи сами из разночинцев и дворянских классов, считали, что Россия сможет прийти к коммунизму через крестьянскую общину, минуя состояние капитализма, для чего (для пропаганды своих идей) занимались «хождением в народ». Однако, по мере проникновения в Россию учения Маркса (с его теорией о «классовой борьбе», значении пролетариата как «могильщика буржуазии», диктатуры пролетариата, как единственной форме перехода к коммунизму) и развития капиталистических отношений, некоторые народники, увлёкшись марксизмом, стали идти не «в народ», а «к рабочим». Зарождение данного «союза» как раз и является продуктом перехода внимания народников от крестьянства на рабочий класс.

## История создания
Санкт-Петербург последней четверти XIX века представлял собой город Российской империи с наибольшей концентрацией промышленных капиталистических предприятий, в котором происходил бурный рост численности пролетарского населения. В него через порт проникала литература русской революционной эмиграции.
Организаторами «Союза» были — Д. Н. Смирнов, А. Е. Городничий, В. И. Савельев, С. К. Волков. Конспиративные собрания проходили на 15-й линии Васильевского Острова, 20. Вскоре во главе организации встали С. Н. Халтурин, 
П. А. Моисеенко и В. П. Обнорский. В декабре 1878 года были приняты устав и программа, которые были опубликованы в январе 1879 года в виде листовки «К русским рабочим!». «Союз» был организован довольно архаично — не как партия, а как тайное общество, но тем не менее это был огромный шаг вперёд в деле социалистической пропаганды в рабочей среде.

## Структура и работа «Союза»
В рабочих районах столицы были созданы отделения «Союза». Во главе каждого отделения стоял рабочий, входивший в «Центральный кружок». Были организованы нелегальная библиотека, ссудо-сберегательная касса. К февралю 1880 года нелегалам удалось собрать и запустить в работу книгопечатню в которой они начали изготовлять листовки и первый номер рабочей газеты «Рабочая заря» (как раз за вёрсткой первого номера «Зари» нагрянул обыск). Члены «Союза» (всего около 200 человек) пытались руководить стачками и стремились превратить «Союз» во всероссийскую организацию. Им удалось открыть отделения Союза в Москве и Гельсингфорсе. В 1880 Союз был разгромлен властями, а часть его членов, которым удалось избежать арестов примкнула к «Народной воле».